# 李万載
李 万載（イ・マンジェ、朝鮮語: 이만재/李萬載、1952年5月23日 - ）は、大韓民国の政治家。第16代韓国国会議員。

## 経歴
仁川専門大学（現・仁川大学校）卒。韓青連中央副会長、21世紀市民連合諮問委員、ハンナラ党中央青年委員会首席副委員長、李会昌第16代大統領選挙候補警護室長・特別補佐役、ハンサラン自願奉仕団総団長、株式会社ハンラサン企画代表理事、城北区議政同友会会員などを務めた。